# Dendromus kahuziensis
Espèce
Statut de conservation UICN

 CR B1ab(iii) : 
En danger critique
Dendromus kahuziensis est une espèce de rongeurs appartenant à la famille des Nésomyidés endémique de la République démocratique du Congo.